# Christmas at Maxwell's
Christmas at Maxwell's é um filme independente de drama estadunidense de 2006, escrito e dirigido por William C. Laufer, e estrelado por Andrew May e Jacqueline Hourigan.

## Enredo
Suzie Austin (Jack Hourigan) tem câncer e seu prognóstico mais recente é desfavorável. Temendo que este pode ser o seu último Natal juntos, Andrew Austin (Andrew May) leva Suzie e seus dois filhos, Chris (Charlie May) e Mary (Julia May) a casa de veraneio da família no Lago Erie para comemorar o feriado. Lá, eles conhecem Gus (Angus may) e descobrem que este homem misterioso tem algumas surpresas para eles.

## Produção
O filme é baseado em experiências reais de Laufer. A filha de Laufer, Tiffany Laufer, então aluna do American Film Institute, atuou como diretora de fotografia e co-produtora. Uma sessão prévia foi realizada em 28 de Novembro de 2006, com todas as receitas de bilhetes doadas ao American Cancer Society. O filme teve seu lançamento oficial em formato teatral em 1 de dezembro de 2006, e sua estréia na televisão no dia de Natal. Foi filmado em locais de Ohio.

## Elenco
| Ator               | Personagem       |
| ------------------ | ---------------- |
| Andrew May         | Andrew Austin    |
| Helen Welch        | Rachel Henderson |
| Jack Hourigan      | Suzie Austin     |
| Rick Montgomery Jr | Dr. Callahan     |
| Tracie Field       | Tootsie          |
| Robert Hawkes      | Col. Pickerling  |
| Angus May          | Uncle Gus        |
| Charlie May        | Chris Austin     |
| Julia May          | Mary Austin      |
| William C. Laufer  | Fr. Johnston     |

## Recepção
Belinda Elliott da CBN escreveu que, mesmo com seu baixo orçamento, o filme foi "lindamente fotografado com imagens ricas de Natal", mas advertiu que os temas de doença e morte pode ser muito pesado para as crianças. Ela resumiu que o filme era um "conto de férias confortante que amorosamente ilustra o poder da fé e ao fato de que os milagres podem e continuam a acontecer." O filme recebeu um prêmio da Dove Foundation. Em 2010 o canal TBN transmitiu o filme em todo o mundo.